# Comtat de Hardin (Kentucky)
El Comtat de Hardin de Kentucky, en anglès Hardin County, Kentucky és un comtat administratiu dels Estats Units ubicat a l'Estat de Kentucky Amb el nom de Comtat de Hardin hi ha 6 comtats més en altres estats dels Estats Units. La seu del comtat de Hardin de Kentucky és la ciutat d'Elizabethtown.
.
A la granja Sinking Spring dins aquest comtat, actualment un lloc històric (Birthplace National Historical Park) hi va néixer Abraham Lincoln.
Aquest comtat rep el nom de John Hardin i va ser fundat l'any 1792. Ocupa una superfície de 1.632 km² i té 105.543 habitants (2010).
Aquest comtat de Hardin és part de l'Àrea estadística metropolitana (Metropolitan Statistical Area) d'Elizabethtown-Fort Knox, KY, com també l'Àres estadística combinada (Combined Statistical Area) de Louisville/Jefferson County—Elizabethtown-Madison, KY-IN.

## Economia
L'economia del comtat de Hardin de Kentucky està dominada per les instal·lacions militars de l'adjacent Fort Knox.

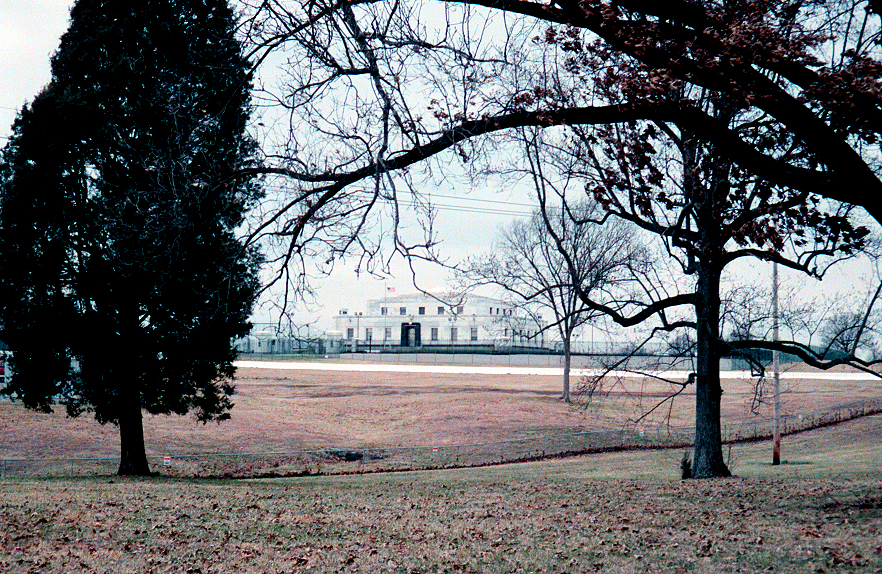
The U.S. Gold Bullion Depository at Fort Knox.

## Comunitats

### Ciutats
- Elizabethtown, seu del comtat
- Muldraugh, Kentucky (parcialment dins Meade County)
- Radcliff, Kentucky
- Sonora
- Upton (parcialment al LaRue County)
- Vine Grove
- West Point

### Comunitats no incorporades (Unincorporated communities)
- Big Spring, Kentucky
- Blue Ball, Kentucky
- Cecilia
- Colesburg
- Dever Hollow
- Eastview
- Glendale
- Harcourt
- Howell Spring
- Hardin Springs
- Howe Valley
- Mill Creek
- New Fruit
- Nolin
- Old Stephensburg
- Quaker Valley
- Red Mills
- Rineyville
- St. John
- Star Mills
- Stephensburg
- Summitt
- Tip Top
- Tunnel Hill
- Vertrees
- White Mills
- Youngers Creek